# Fisch-Ton-Kan
Fisch-Ton-Kan è un'opéra bouffe in un atto di Emmanuel Chabrier di cui sopravvivono solo alcuni numeri. Il libretto francese era di Paul Verlaine e, probabilmente, Lucien Viotti, ispirato alla 'parade chinoise' Fich-Tong-Khan o L'orphelin de le Tartarie del 1835 di Thomas Sauvage (1794-1877) e Gabriel de Lurieu (1792-1869).
Il titolo è ironico, in quanto Fisch-Ton-Kan è una interpretazione fonetica del francese fiche ton camp, che può essere tradotto come "levati di torno!".

## Storia

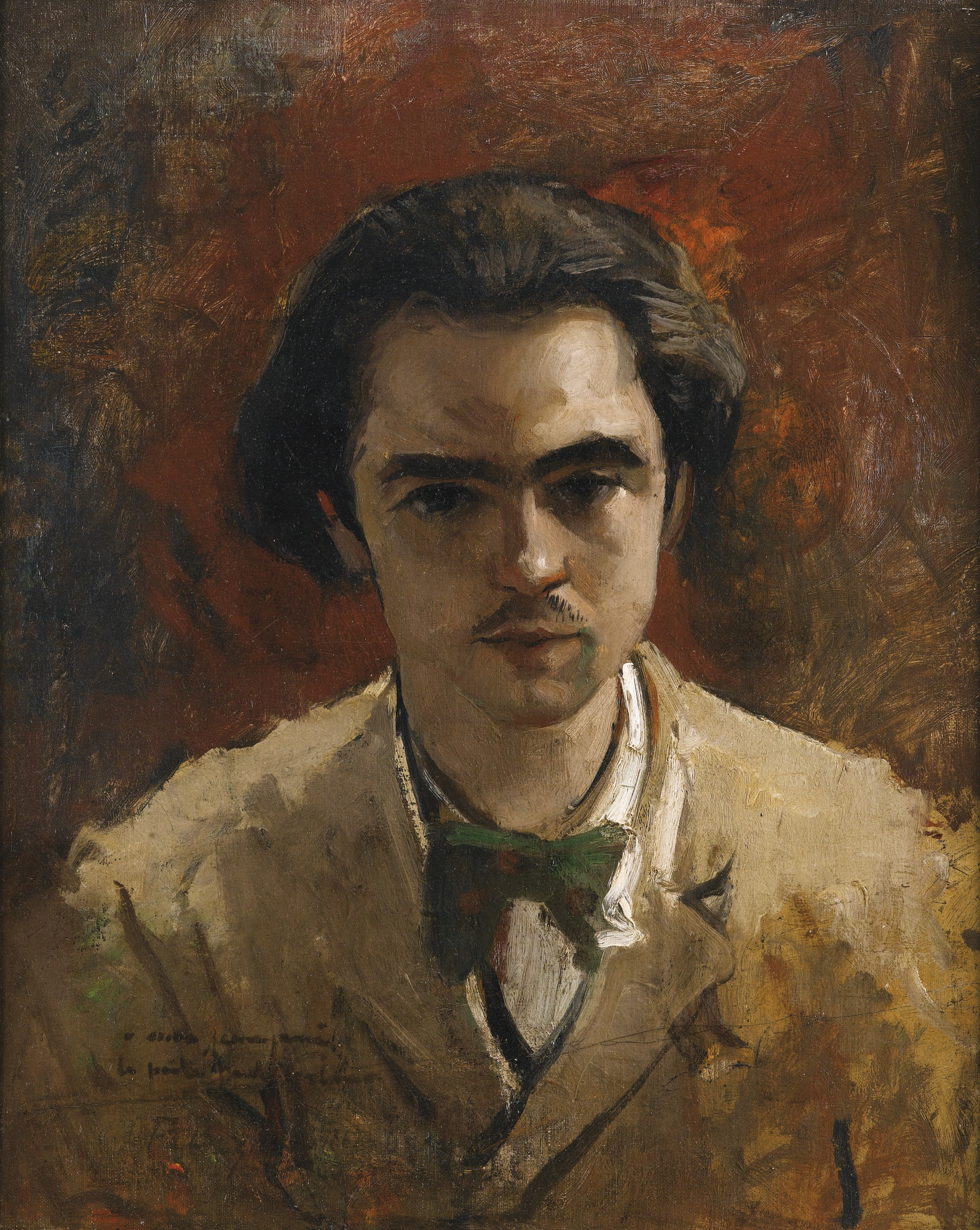
Il giovane Paul Verlaine.

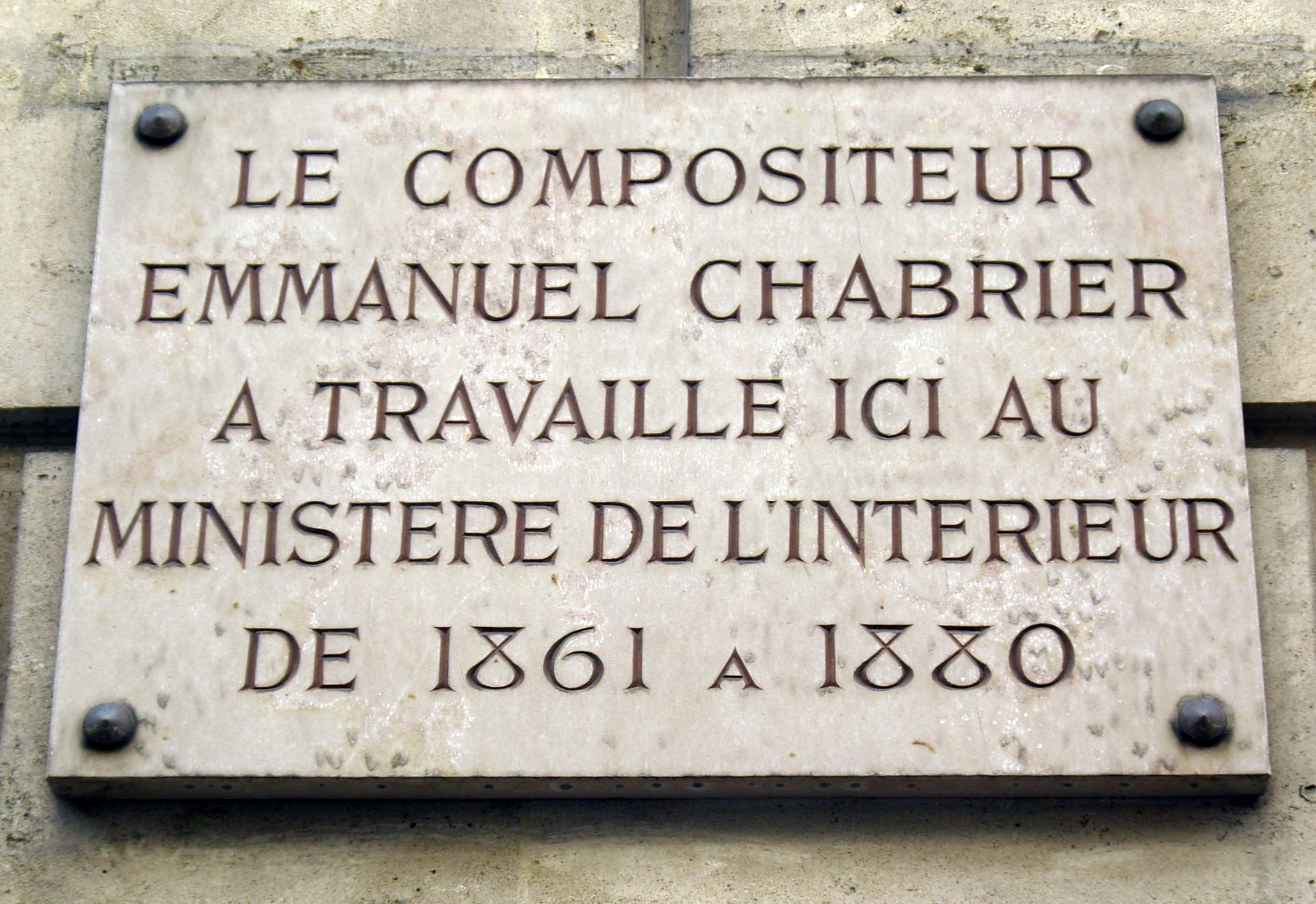
Targa presso il Ministero degli Interni francese, dove Chabrier lavorava quando compose Fisch-Ton-Kan.

Composta intorno al 1864, quando Verlaine e Chabrier, che lavoravano come dipendenti pubblici, erano diventati buoni amici; sopravvivono solo cinque numeri completi di questa prima opera comica. Molte situazioni ricorrono nell'opéra bouffe di Chabrier del 1877, L'étoile: Goulgouly diventa Laoula, Fisch-Ton-Kan si trasforma in Lazuli e Kakao è un precursore di Ouf Ier. La "Air de Poussah" è stata riutilizzata da Chabrier nella sua Ronde Champêtre, opera pianistica del 1880. I manoscritti di Fisch-Ton-Kan nella Bibliothèque Nationale comprendono una prima versione di "Couplets du Pal" da L'étoile.
Le Sire de Fisch-Ton-Kan era una "chanson" satirica (musica di Antonin Louis, parole di Paul Burani) che divenne molto popolare a Parigi dopo la caduta di Napoleone III e si faceva beffe dell'ex imperatore, della sua famiglia e della corte.

## Storia delle esecuzioni
Fisch-Ton-Kan (con il titolo Peh-Li-Khan) fu eseguita per la prima volta con Chabrier al pianoforte il 31 marzo 1875 al "Circolo dell'Unione Artistica" di Parigi, dove una precedente opera bouffe alla quale Chabrier aveva contribuito, Le service obligatoire (ora perduta), era stata montata nel dicembre 1872. La successiva esecuzione fu il 22 aprile 1941 alla Salle du Conservatoire, Parigi con Francis Poulenc che accompagnava al piano. Un'orchestrazione per archi e quartetto di fiati (1974) è stata realizzata da Roger Delage e trasmessa quell'anno alla radio francese.

## Ruoli
| Ruolo                                            | Registro voce | Cast della Prima, 31 marzo 1875 (Accompagnamento al piano di: Chabrier) |
| ------------------------------------------------ | ------------- | ----------------------------------------------------------------------- |
| Fisch-Ton-Kan                                    | tenore        | Un membro del Circolo dell'Unione Artistica                             |
| Poussah, giocoliere                              | baritono      | Un membro del Circolo dell'Unione Artistica                             |
| Goulgouly, figlia del primo ministro Kaout-Chouc | soprano       | Mme Priola (?), sempre un membro                                        |
| Kakao, Imperatore della Cina                     | baritono      | Un membro del Circolo dell'Unione Artistica                             |

## Trama
dalla commedia originale
Da un balcone del palazzo Goulgouly prende in giro un giovane uomo di sotto: Fisch-Ton-Kan. Quando si dichiarano amore a vicenda, Fisch le rivela di essere un principe tartaro esiliato quando aveva 17 mesi per aver insultato Kakao, nemico di suo padre.
Kakao ordina che tutti gli stranieri si taglino l'orecchio destro e lo lascino alla dogana. Quando Kakao arriva sul suo palanchino, chiede che dell'acqua bollente venga versata in una gigantesca teiera in cui si nasconde Fisch-Ton-Kan, ma Goulgouly riesce a fermarlo. Kakao vuole Goulgouly per se stesso. Quando Fisch-Ton-Kan interviene, Kakao lo condanna a essere impalato, ma il giovane sfugge a questo destino dimostrando di essere in grado di eliminare lo scarabeo che Kakao è convinto di avere sul naso. Offrendo a Fisch-Ton-Kan qualsiasi cosa perché faccia questo, lui sceglie naturalmente la mano di Goulgouly.

## Incisioni
- Christian Mehn (tenore), Francis Dudziak (baritono), Jean-Louis Georgel (baritono), Mireille Delunsch (soprano). Strasbourg Collegium Musicum Orchestra conducted by Roger Delage. Arion.

## Opere correlate
- Ba-ta-clan, una "cineseria musicale" di Jacques Offenbach. Anteprima nel 1855.